# Bates (Dasuk)
Bates is een bestuurslaag in het regentschap Sumenep van de provincie Oost-Java, Indonesië. Bates telt 1428 inwoners (volkstelling 2010).